# Orthobula
Orthobula is een geslacht van spinnen uit de familie Trachelidae.

## Soorten
- Orthobula bilobata Deeleman-Reinhold, 2001
- Orthobula calceata Simon, 1897
- Orthobula charitonovi (Mikhailov, 1986)
- Orthobula crucifera Bösenberg & Strand, 1906
- Orthobula impressa Simon, 1897
- Orthobula infima Simon, 1896
- Orthobula milloti Caporiacco, 1949
- Orthobula pura Deeleman-Reinhold, 2001
- Orthobula qinghaiensis Hu, 2001
- Orthobula quadrinotata Deeleman-Reinhold, 2001
- Orthobula radiata Simon, 1897
- Orthobula sicca Simon, 1903
- Orthobula spiniformis Tso et al., 2005
- Orthobula tibenensis Hu, 2001
- Orthobula trinotata Simon, 1896
- Orthobula yaginumai Platnick, 1977
- Orthobula zhangmuensis Hu & Li, 1987